# Lemonia beirutica
Lemonia beirutica is een vlinder uit de familie van de herfstspinners (Brahmaeidae). De wetenschappelijke naam van de soort is voor het eerst geldig gepubliceerd in 1965 door Franz Daniel.